# Dirk van Nimwegenbrug
De Dirk van Nimwegenbrug (brug 241) is een vaste brug in Amsterdam-Centrum.
Ze is gelegen in de oostelijke kade van de Amstel en voert over de Nieuwe Keizersgracht. De brug wordt omringd door rijksmonumenten aan zowel de Amstel als de Nieuwe Keizersgracht. Het bekendste daarvan is het gebouw van museum Hermitage Amsterdam. Ook aan de overkant van de Amstel bestaat bijna de gehele gevelwand uit monumenten. Tussen al die rijksmonumenten bevindt zich om de zuidelijke hoek tussen de twee waterwegen een gemeentelijk monument Amstel 53/Nieuwe Keizersgracht 2. De brug zelf is echter geen monument, ze is daarvoor te jong.
Er ligt hier al eeuwen een burg. Stadsarchitect Daniël Stalpaert tekende hier al een brug in op zijn ontwerpplattegrond uit 1662, maar er was op die plek toen nog geen enkele bebouwing en waarschijnlijk ook nog geen brug. De kaart met de Vierde uitleg uit 1679 laat hier geen brug zien. Toen Frederik de Wit zijn plattegrond maakte rond 1688 is ook nog nauwelijks bebouwing, maar het gebouw dat later bekend werd als Amstelhof en Hermitage staat er al wel. Hij tekende wel weer een brug in. Of er toen al een brug lag is niet duidelijk, op diverse tekeningen van rond 1710 van het Besjes-Huys (latere Amstelhof) is er nog geen brug te zien. Even later in 1713 ligt er wel een brug. Het gaat dan om een houten open brug (geen welfbrug) op jukken, deze brug is ook te zien op een prent van Pierre Fouquet. De moderne geschiedenis van de brug begint in 1888. Toen schreef de gemeente Amsterdam een aanbesteding uit voor "het vernieuwen van de brug no. 241 over de Nieuwe Keizersgracht aan de Amstel, en bijbehorende werken, alsmede de levering van bijna 15 ton balkijzer voor die brug". De bouw van de brug werd begeleid door de Dienst der Publieke Werken in de persoon van de stadsarchitect, destijds Bastiaan de Greef. Het is onbekend of hij de brug heeft ontworpen. Een oude ophaalbrug werd daarbij gesloopt, er kwam voor voetgangers een noodbrug, ander verkeer was gedurende enkele maanden gestremd. In 1909 vinden er grote herstelwerkzaamheden plaats aan de brug; ze is drie maanden buiten dienst. De werkzaamheden werden twee maanden uitgesteld. Die brug hield het tot 1990 vol. Toen werd ze opnieuw vervangen. Daarbij werd gekozen voor een welfbrug, die beter in het stadsbeeld paste maar in wezen historisch incorrect is. De keuze voor een dergelijke brug werd in de jaren zeventig van de 20 eeuw ook wel aangeduid als architectonische leugen, er heeft hier voor zover na te gaan nooit een welfbrug gelegen. Dat de brug inclusief paalfundering van rond 1990 is, is te zien aan de zoutschade, die wel op de brug zichtbaar is, maar niet bij de omringende gebouwen.
De brug is vernoemd naar Dirk van Nimwegen, een van de leiders van de Februaristaking van 1941. Het brugnummer is in de middelste boogsteen (Amstelkant) van de middelste boog gefreesd.

Vierde uitleg van Jacob Bosch; geen brug; geen Amstelhof
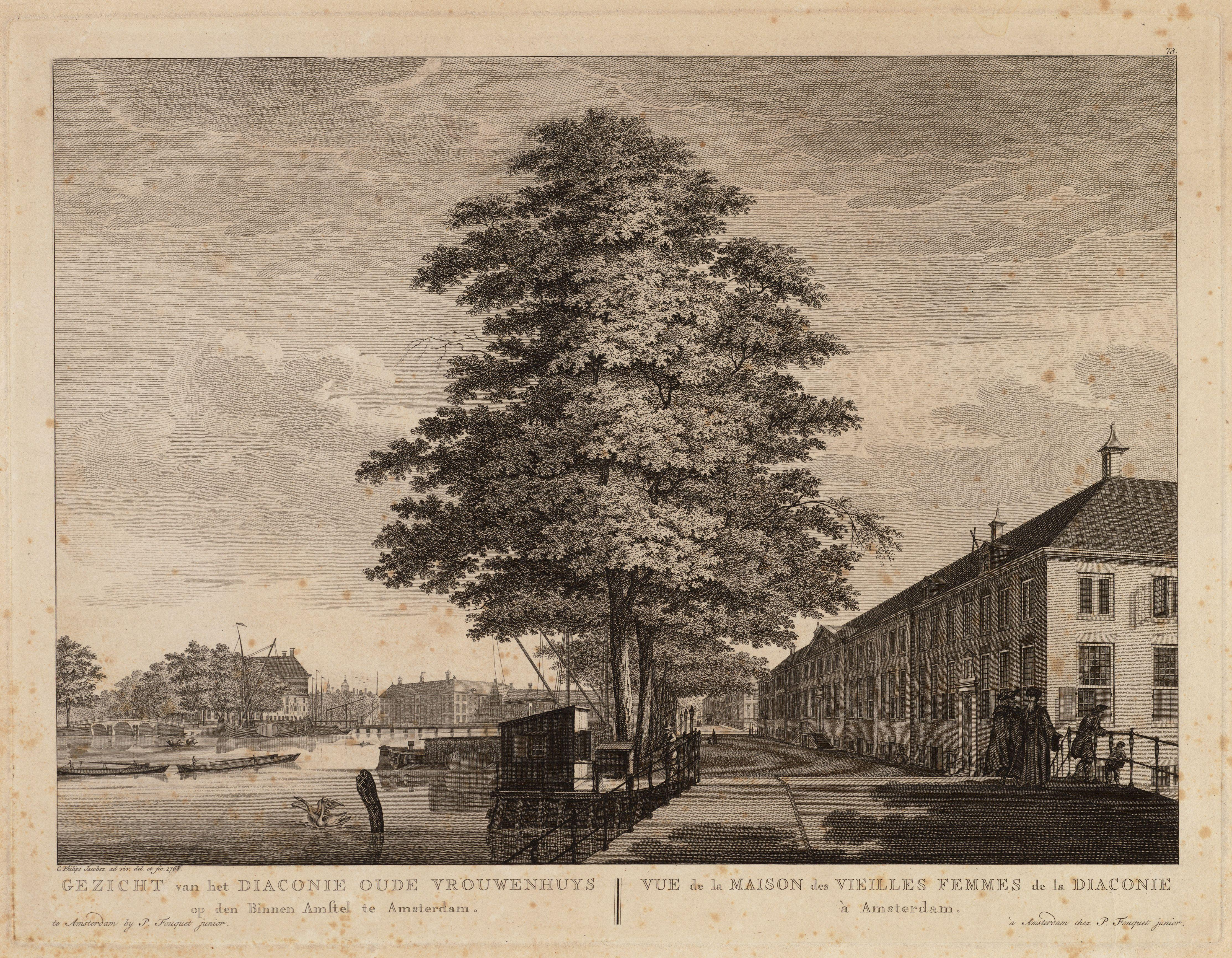
De brug rond 1768
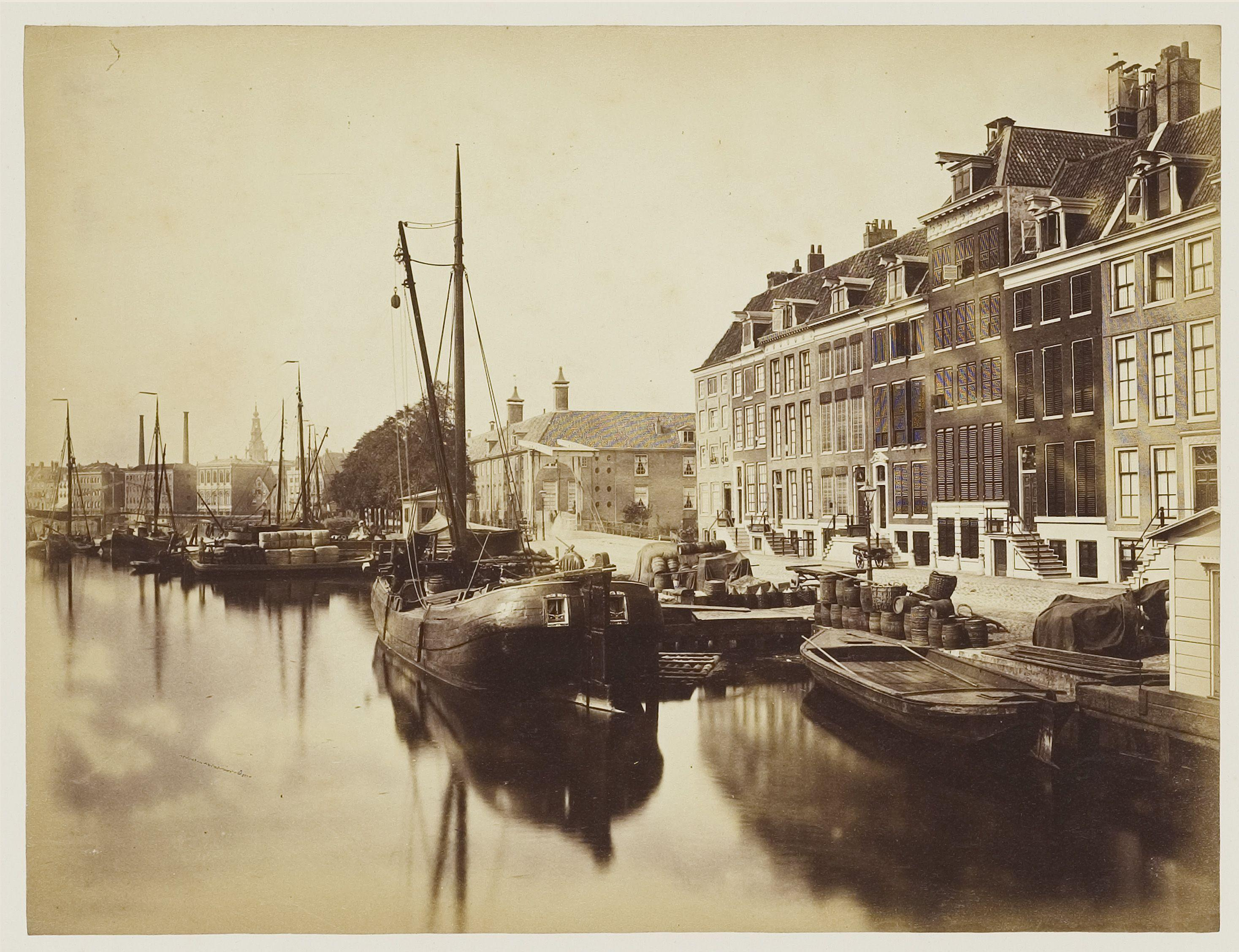
De ophaalbrug in circa 1872
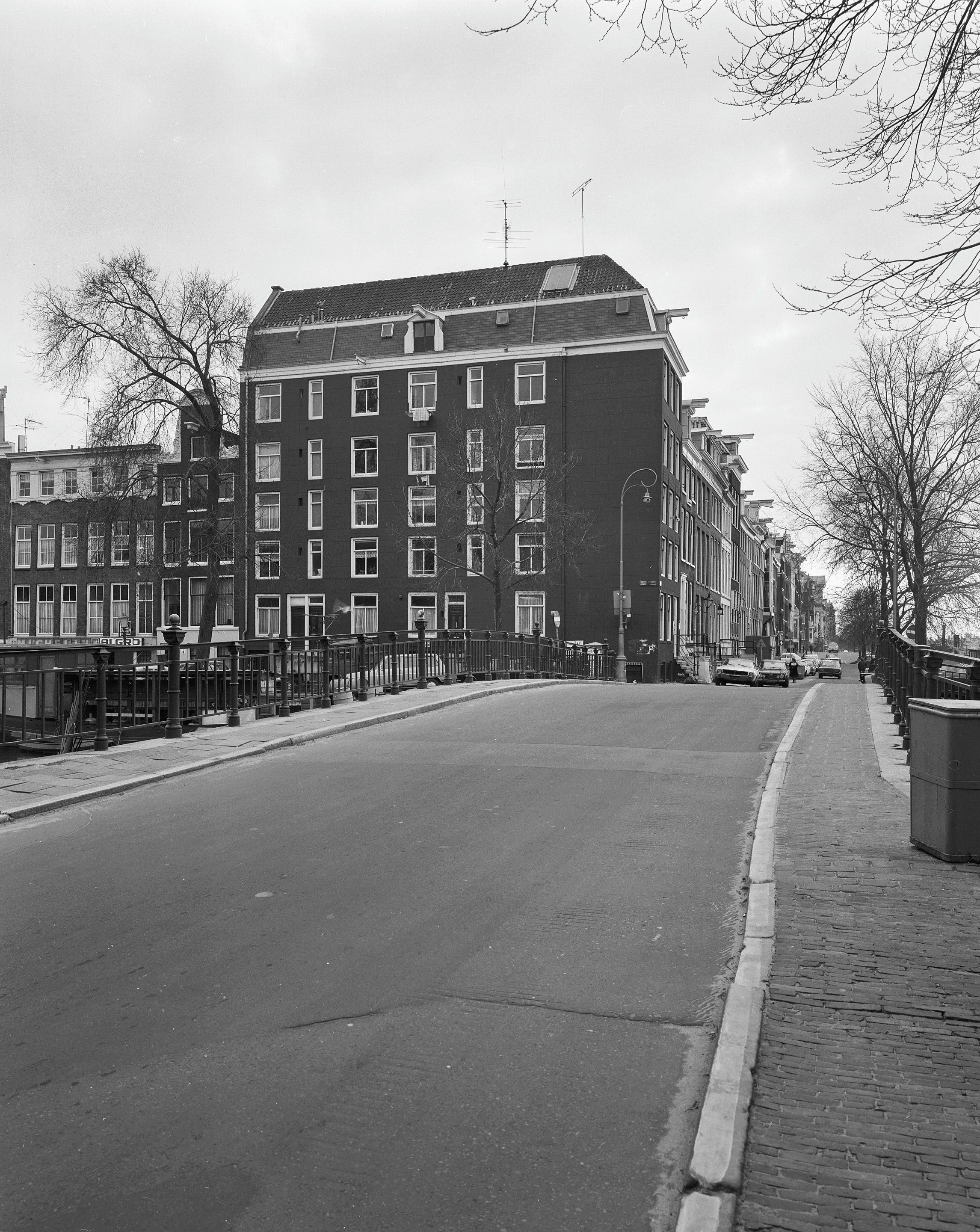
De brug in 1975

<<< · 200 · 201 · 202 · 203 · 204 · 205 · 206 · 207 · 208 · 209 ·  210 · 211 · 212 · 213 · 214 · 215 · 216 · 217 · 218 · 220 · 221 · 222 · 223 · 224 · 225 · 226 · 227 · 228 · 228P · 229 · 230 · 231 · 232 · 233 · 234 · 235 · 236 · 237 · 238 · 239 ·  240 · 241 · 242 · 243 · 244 · 245 · 246 · 247 · 248 · 249 ·  250 · 251 · 252 · 253 · 254 · 255 · 256 · 257 · 258 · 259 · 260 · 261 · 262 · 263 · 264 · 265 · 266 · 267 · 270 · 271 · 272 · 273 · 274 · 275 · 277 · 278 · 279 · 280 · 281 · 283 · 285 · 286 · 287 · 288 · 289 · 290 · 291 · 292 · 293 · 295 · 296 · 297 · 298 · 299 · >>>
Brugnummers 219, 268, 269, 276, 282, 284, 294 zijn niet (meer) in omloop.